# سید حیدر آملی
بهاء الدین سید حیدر بن علی بن حیدر معروف به شیخ حیدر آملی یا میر حیدر آملی یا سید حیدر آملی (زاده ۷۲۰ هجری در آمل) عارف، صوفی و مفسر قرن هشتم است.

## شهرت
نام او بیشتر به سبب نظریاتش دربارهٔ عرفان و حکمت مطرح شده‌است. میر حیدر را از بزرگ‌ترین عارفان شیعی می‌دانند.
او دارای چهل رساله است که از جمله می‌توان به جامع الاسرار و منبع الانوار که برای تبیین دیدگاه‌های اهل تصوف و شیعیان است، اشاره کرد. وی تشیع و تصوف حقیقی را نزدیک به یکدیگر می‌داند.

## زندگی
میر حیدر، در آمل چشم به جهان گشود و تا میان‌سالی به کارهای دیوانی و دولتی مشغول بود. اما در میانه عمر سودای دانش اندوختن در سر گرفت و رهسپار نجف شد.

### جوانی و گذر عمر
حیدر آملی بخش بزرگ جوانی درخشان خود را در آمل در ایالت طبرستان گذراند. در اثر پیچ و خم زمانه و یورش مغولان نشانه‌ای از آثار قدیمی باقی مانده‌است. با توجه به وضعیت خانوادگی و مشاغلی که حیدر آملی در جوانی در دربار امیر به عهده داشته، زندگی او با یکی از پرآوازه‌ترین خاندان‌های فرمانروایی مازندران یعنی خاندان باوندیان (موسوم به کینخواریه) پیوند دارد. حیدر آملی با تجدید خاطره امیر که در خدمت او بوده، نسب او را به ساسانیان می‌رساند. در همان سالی که امیر به قتل رسید و خاندان باوندیان از میان رفت (۷۵۰ ه)، حیدر آملی تصمیم می‌گیرد تا به زندگی موفق و این جهانی خود پایان داده و به سوی خدا برود.
هانری کربن زندگی سید حیدر را در سه قسم کلی بیان می‌دارد: یک) دوره ایرانی: تا ۳۰ سالگی (سال ۷۵۰)، دو) دوره اول عراقی (از سال ۷۵۲ تا ۷۶۸)، سه) دوره دوم عراقی، (از سال ۷۶۸ تا ۷۸۷).
بر این اساس می‌توان تاریخ تولد سید حیدر را در آمل با اختلاف یک سال معلوم کرد:۷۲۰ (شاید ۷۱۹ اما به احتمال زیاد ۷۲۰).
سید حیدر بن علی بن حیدر عبیدلی حسینی آملی به یکی از خانواده‌های بزرگ سید آمل تعلق داشت. شهری که ساکنان آن از همان آغاز عالم بودند. اگر فاصله یک ساله میان حرکت از آمل و ورود به اماکن مقدس در سال ۷۵۱ را به حساب نیاوریم، می‌توانیم بگوییم که دوره ایرانی سید حیدر از سال ۷۲۰ تا ۷۵۰ هجری بوده‌است؛ بنابراین سید حیدر، آمل را در سال ۷۵۰ هجری ترک کرد، یعنی در همان سالی که امیر او به قتل رسید. خود او می‌گوید که در این زمان سی ساله بوده‌است.
در این فاصله سید حیدر آموزش‌های اصلی را دیده و نخستین تجربه خود از زندگی را کسب کرده بود. او در جامع الاسرار می‌گوید که از همان آغاز جوانی و حتی کودکی با علاقه فراوان به مطالعه عرفان شیعی دوازده امامی پرداخت.
زائر ما با ترک همه چیز، جز خرقه‌ای ژنده از مال دنیا نگه نمی‌دارد و برای زیارت اماکن مقدسه تشیع و سپس بیت‌المقدس و مکه قدم در راه می‌گذارد. بدین ترتیب دوره عراقی یا بهتر بگوییم نخستین مرحله این دوره آغاز می‌شود. سید حیدر به مکه و مدینه می‌رود، اما به علت وضع مزاجی به عراق بازمی‌گردد.
تذکره نویسان می‌گویند که در نخستین مرحله این دوره، سید حیدر از تعلیمات دو عالم یعنی، مولانا نصیر الدین کاشانی حلی و فخرالمحققین محمد بن حسن بن مطهر حلی استفاده کرد.
فخرالمحققین فرزند علامه حلی بود که در نزد نصیرالدین طوسی و کاتبی قزوینی تعلیم دید و خود یکی از اساتید کلام این دوره بود.
سید حیدر از حسن بن حمزه هاشمی روایت می‌کند در سال ۷۶۱ از فخرالمحققین اجازه روایت دریافت کرد و به درخواست او رساله رافعه الخلاف را نوشت و برای مدتی به مکاتبه علمی با او پرداخت.
یادآور می‌شویم که آخرین تاریخ تحریر رساله العلوم العالیه یعنی سال (۷۸۷ ه) مربوط می‌شود به زمانی که سید حیدر شصت و پنج سال بود. علامه حسن‌زاده آملی در اینباره می‌فرمایند: «فعلاً در جنب مسجد امام حسن عسکری (ع) در آمل قبری به نام میرحیدر آملی؛ ولیکن مسلم است که غیر از سید حیدر است.» زیرا ایشان خودش می‌نویسد: «من از آمل بیرون رفتم. وی در حله وفات کرده‌است.»
پس از سال ۷۸۷ اثری از حیدر آملی در این جهان فانی نمی‌یابیم. این دوره از زمان حمله تیمور لنگ به مازندران دور نیست و دلیلی نداریم که سید حیدر به زادگاه خود بازگشته باشد. یا گفته می‌شود او را بعد مرگش به زادگاه خود آورده‌اند.

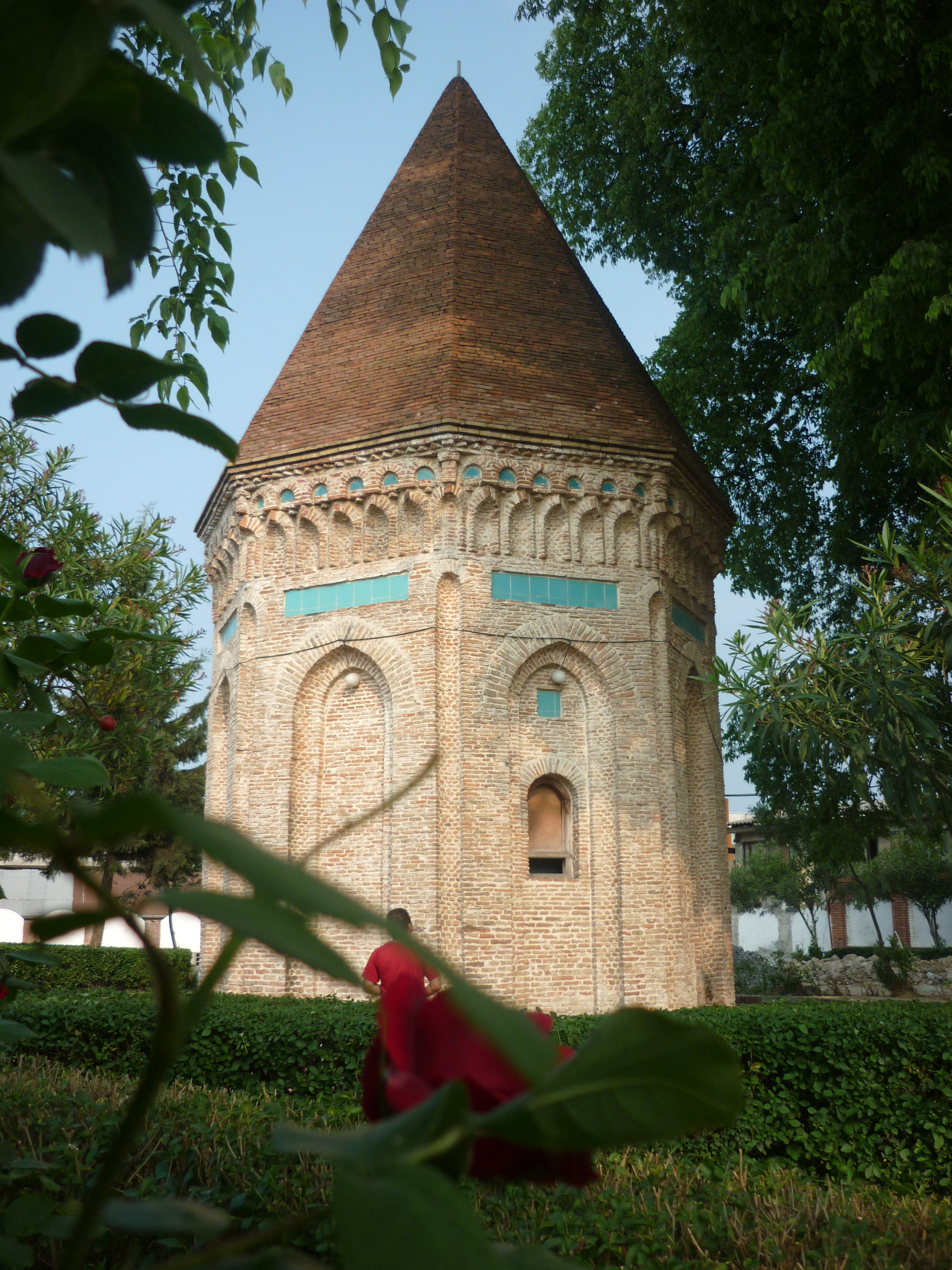
برج آرامگاهی سید میر حیدر آملی در مازندران

گفتنی است که سید حیدر آملی، دو معاصر همنام دارد:
- سید حیدر بن علی که بایستی مؤلف کشکول در سال ۷۳۵ هجری بوده باشد.
- سید حیدر بن علی بن حیدر که در سال ۷۵۹ (دقیقاً دو سال پیش از سید حیدر آملی) از فخر المحققین اجازه دریافت کرد؛ بنابراین سه شخصیت معاصر همنام، سید حیدر داریم که دو تن از آنان با اختلاف دو سال از یک استاد اجازه دریافت کرده‌اند.
- البته این است که شخصی که در آرامگاه میر حیدر آملی دفن می‌باشد سید میر حیدر آملی است که با نام کامل سید میر سید حیدر آملی است.

میر حیدر آملی، عالم قرن هشتم، صوفیان را شیعیان خاص خوانده و می‌گوید: «یکی بر شریعت و دیگری بر حقیقت تمرکز یافته و هر دو در صراط مستقیم است؛ ولو هر یک دیگری را طرد کند؛ زیرا هر یک بخشی از حقیقت را دارد… ضروری است این دو گروه بکوشند از گروه دیگر، بخش دیگر حقیقت را فرا گیرند تا از هر جهت، به کمال دست یابند».

## آثار
او آثار متفاوتی از علم تصوف و نگاه به امامان داشته‌است تفسیر قرآن و کتاب‌های بحث در علم و فلسفه از بزرگ‌ترین آثار کتب‌های فلسفه در جهان است که در اکثر دانشگاه‌های معتبر در حال تدریس می‌باشد. آثار گران‌بهایی از وی در موضوع‌هایی چون تفسیر قرآن با عنوان تفسیر محیط الاعظم، نص النصوص و رساله العلوم العالیه بر جای مانده‌است. نص النصوص، در حقیقت، شرحی بر فصوص الحکم ابن عربی است. هانری کربن، مستشرق فرانسوی، دو کتاب دربارهٔ سید حیدر آملی و نگاه عرفانی وی نگاشته که افراد مختلف آن‌ها را در قالب کتابی به‌نام «سید حیدر آملی: شرح احوال، آثار و آراء و جهان‌شناسی» به فارسی ترجمه کرده‌اند. این کتاب به زندگی‌نامه و معرفی سید حیدر آملی می‌پردازد.

## در سخنان بزرگان
- صاحب ریاض العلما می‌نویسد: فاضل عالم جلیل مفسر فقیه محدث و از بزرگان علمای امامیه‌است و از تألیفات او تفسیری موسوم به محیط الاعظم می‌باشد؛ و بازمی‌گوید: من تعدادی از مسائل فقهی و کلامی را که سید آن‌ها را از فخرالمحققین، فرزند علامه پرسید و جواب‌هایی که به آن سوالات داده شده را دیدم.
- پروفسور هانری کربن در مقدمه رصین و وزینش بر جامع الاسرار سید حیدر آملی می‌نویسد: سید حیدر آملی یکی از بزرگ‌ترین متفکران مذهب شیعه است که به سال ۷۲۰ هجری متولد شده‌است. او یکی از ارکان فلسفه و معنویت مذهب تشیع دوازده امامی است.[۱۰]

## یادبودها
در سال ۱۳۸۱ دبیرخانه کنگره ملی علامه سید حیدر آملی توسط دانشگاه مازندران و گلستان دایر شد. بزرگداشت علامه به مدت دو روز با حضور و سخنرانی شخصیت‌های علمی و فرهنگی همچون حسن حسن‌زاده آملی و رضا استادی در دانشکده علوم دریایی محمودآباد و دانشگاه شمال برگزار شد. در حال حاضر دو تندیس یکی در زادگاهش و دیگری در مصر به عنوان یادمان وی ساخته‌اند.